# Lugares de memoria y tradiciones vivas de los otomí-chichimecas de Tolimán
Los Lugares de memoria y tradiciones vivas de los otomí-chichimecas son un conjunto cultural de tradiciones, de las comunidades otomí-chichimecas, en el estado de Querétaro, en México.

## Pueblo otomí-chichimeca
El pueblo otomí-chichimeca está asentado en la zona semidesértica del estado de Querétaro, en la región de Tolimán, de la Peña de Bernal, que ha conservado un conjunto de tradiciones que es testimonio de su relación con la topografía y el medio ambiente circundante.
En el Municipio de Tolimán, Querétaro; se asienta una serie de comunidades indígenas de habla otomí que se reconocen descendientes de las antiguas tribus chichimecas que ocuparon gran parte del centro-norte del México antiguo. La cultura de esta región es fruto de la fusión entre chichimecas, la cultura otomí y la fuerte influencia del catolicismo, traído por los españoles.
Las comunidades del valle otomí-chichimecas de Tolimán, han mantenido un profundo espíritu religioso ligado a la naturaleza, particularmente con el agua y los cerros. Tienen un ciclo anual de fiestas que se articula alrededor del agua como elemento fundamental de la vida y la sobrevivencia.  El vínculo entre la cultura espiritual y el espacio físico ejerce una influencia en el arte de la región –en particular en las imágenes religiosas, las pinturas murales, las danzas y la música– y las costumbres que encarnan ese vínculo son componentes esenciales de la identidad cultural de la comunidad.

## Región

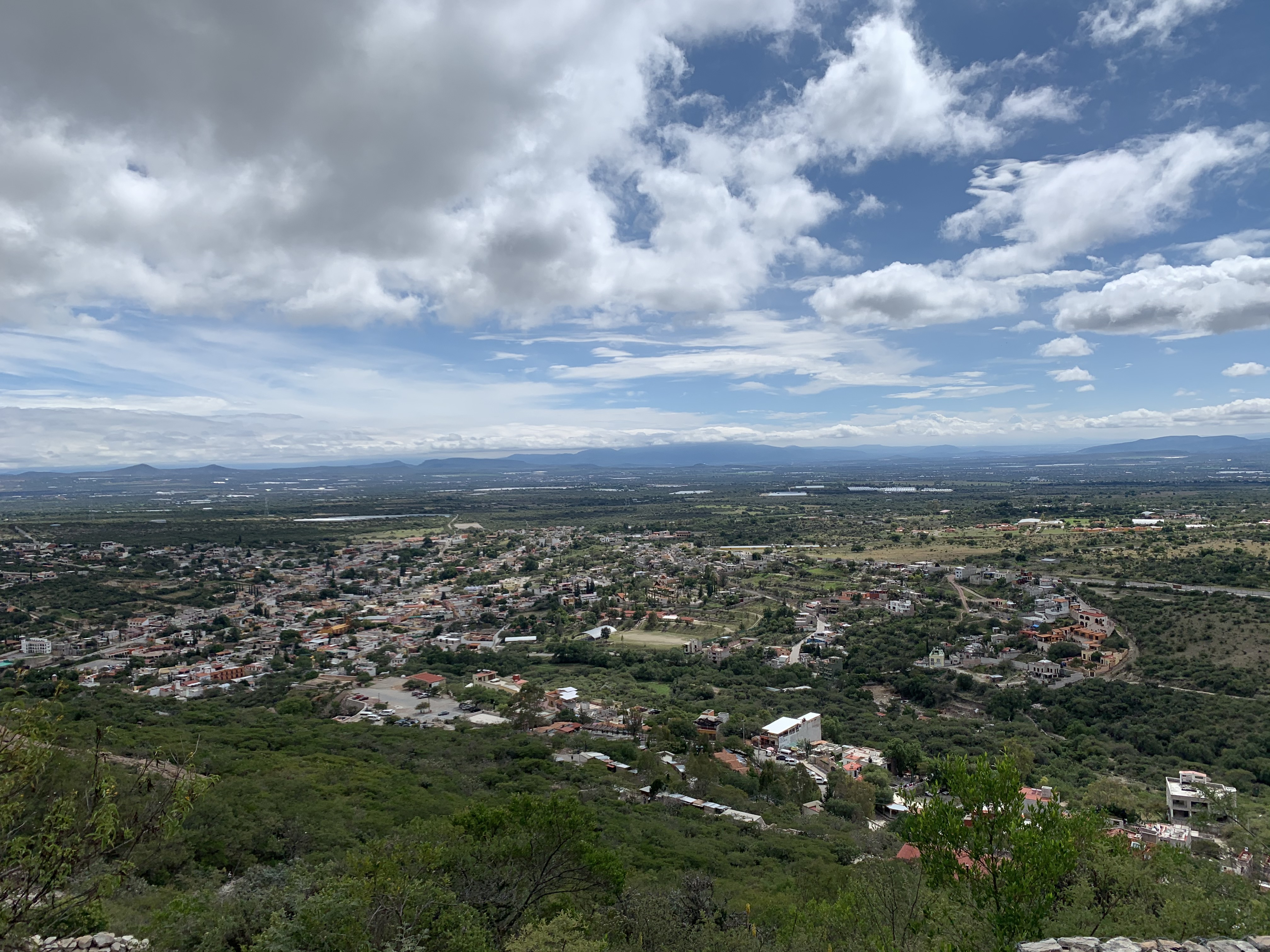
Bernal visto desde la Peña.

El territorio simbólico es delimitado por el triángulo que forman los cerros del Zamorano y el Frontón, en el eje poniente-oriente, y la Peña de Bernal en el vértice sur. que comprende los municipios de Tolimán, Ezequiel Montes, Colón y Cadereyta.
Esta región es montañosa y los escasos suelos se han derivado de rocas sedimentarias, fundamentalmente calizas, con abundancia de laderas y pendientes, el clima predominante es seco, del subtipo seco semicálido, con lluvias en verano y de escaso porcentaje (Bsh).

## Capillas - oratorio familiares

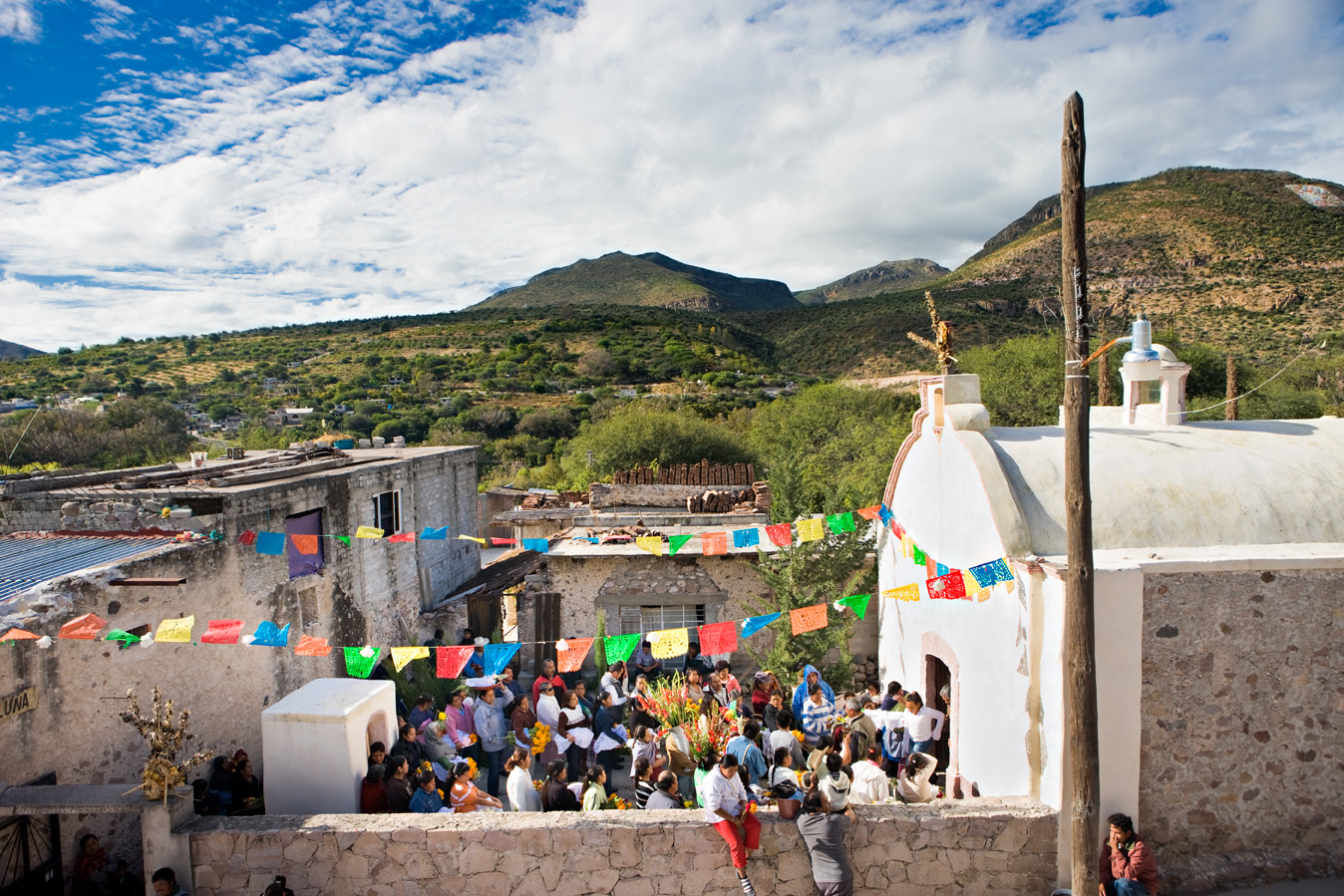
Oratorio Familiar en Tolimán

En el área se hallan construcciones antiguas como el Reloj Público, Templo de Dolores, Fuente de la Castalia y el Templo de San Pedro, Fuente Castalia y antiguo Quiosco de Tolimán. También se localizan los Oratorios Familiares, distribuidos en todo el municipio de Tolimán. 
En el municipio de Tolimán se encuentran 260 capillas familiares, algunas construidas en el siglo XVII, la mayoría pertenecen al siglo XVIII y XIX; las capillas, distribuidas mayormente en los pueblos de San Antonio de la Cal, San Miguel Tolimán y San Pablo Tolimán, así como en La Higuera y en la zona de El Carrizalillo. Los habitantes de las comunidades consideran que en las viejas capillas familiares, distribuidas en toda la región, residen las almas de sus antepasados.
Miden aproximadamente 5 por 10 metros, las capillas familiares fueron construidas de piedra, cal y canto, con techo de bóveda de cañón corrido, unos con cúpula o techo de palma de dos aguas. La capilla está presidida generalmente por un altar en cuyo nicho principal se coloca la imagen del santo protector de la familia al cual está dedicado el oratorio, acompañado de otros santos, vírgenes y cruces de ánimas.

## Celebraciones

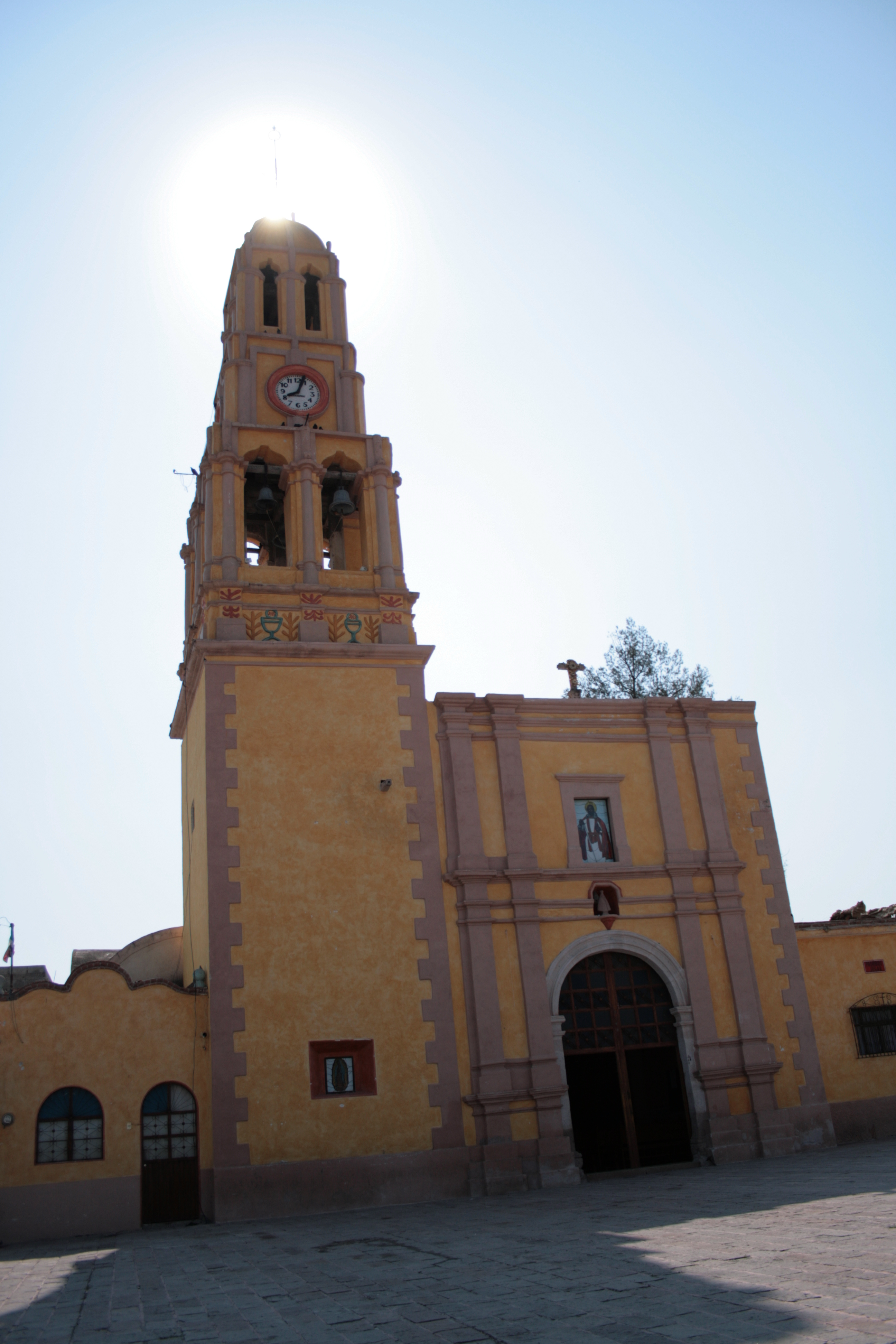
Templo de San Pablo en San Pablo Tolimán.

A lo largo de todo el año tienen lugar otras festividades comunitarias que constituyen todo un calendario de celebraciones de ritos centrados en el agua, un elemento sumamente escaso debido al clima de la región. 
Las fiestas principales del municipio de Tolimán son:  la del 1 de enero en honor al Divino Salvador, en San Pablo Tolimán; el 29 de junio en honor a San Pedro, en Tolimán; la del 13 de junio que se celebra el día de San Antonio de la Cal en la localidad del mismo nombre y la del 29 de septiembre día de San Miguel en San Miguel Tolimán; aunque los preparativos empiezan desde julio con grandes comidas al son de las danzas, rezos y velaciones.
Todos los años los otomí-chichimecas se congregan para ir en peregrinación a elevaciones sagradas, el cerro del Zamorano, cerro el Frontón y la Peña de Bernal); llevando cruces milagrosas, a fin de impetrar la lluvia y la protección divina, venerar a sus antepasados y exaltar la identidad y continuidad de su comunidad.

### Chimales

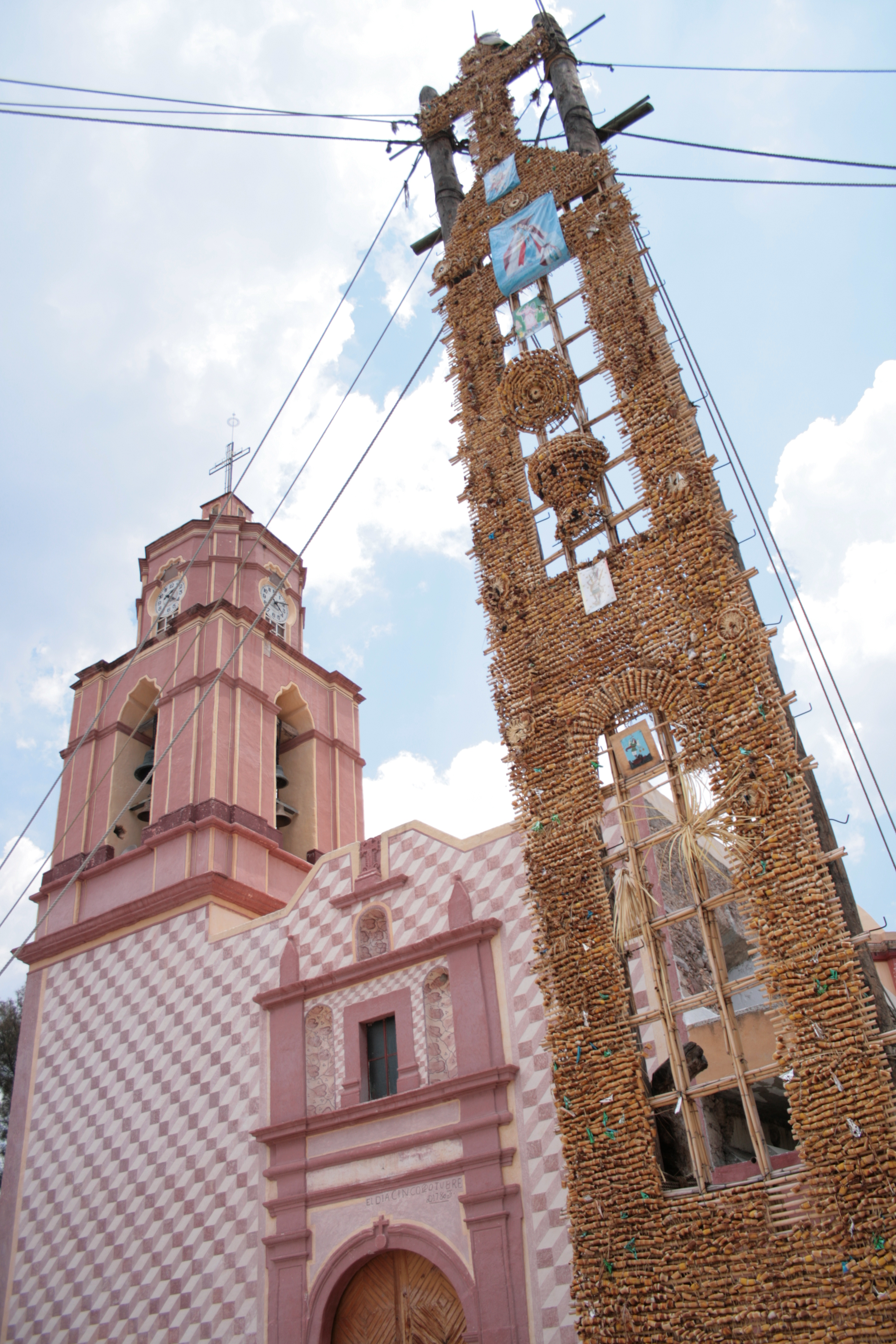
Templo de San Miguel en San Miguel Tolimán con el chimal a un costado.

La celebración de los ritos suele efectuarse en capillas familiares privadas consagradas al culto de los antepasados, o se manifiesta con la elevación de los chimales (estructuras temporales construidas con carrizo y recubiertas de plantas silvestres) que son ofrendas y símbolos de la resistencia, la vitalidad y sentimiento identitario de la comunidad. La palabra «chimal» viene de la voz náhuatl que significa escudo.
En el pueblo de San Miguel Tolimán durante las fiestas patronales dedicadas a San Miguel Arcángel que duran tres meses, para realizar esta festividad existe todo un cuerpo de organizadores, en especial los "mayores" y quienes tienen “número”. El tener número implica que es uno de los que deben dar alojamiento a San Miguelito que visita las casas y el receptor debe conseguir, alimentar y pagar a los danzantes; así como enviar las tradicionales muelas a cada una de las familias participantes, las muelas son ollas de comida .
La principal celebración, se lleva a cabo el 27 de septiembre, cuando se realiza el levantamiento del “Chimal”. El Chimal de hasta 23 metros de alto, es elaborada con madera, carrizos, hojas de sotol y revestida con flores, frutos, pan y tortillas. Todo esto se da en el exterior del templo, acompañado de los San Miguelitos de cada una de las cuadrillas de danzantes que corresponden a San Miguel centro, Molino, Casas Viejas, Casablanca y Loma.
Se inicia una procesión con una de las esculturas de San Miguel acompañado de todos los mayordomos y sus esposas, se postran pareja por pareja ante el chimal y realizan una ceremonia. El chimal es movido y colocado en lugar en que se va a levantar y se procede a ornamentarlo, Una vez colocadas las ofrendas lo bendice el sacerdote y se hace una plegaria colectiva, posteriormente los mayordomos riegan el chimal con aguardiente para que fuera fructífero y se procede a su alzamiento.

## Declaración como Patrimonio Cultural Inmaterial
Desde que en 2005 ingresó a la Lista Indicativa de México para su postulación como Patrimonio Cultural Inmaterial, luego de su envío en 2007 para su revisión y consiguiente aprobación, la Unesco decidió en el 2009 integrarlo en la Lista representativa del Patrimonio Cultural Inmaterial de la Humanidad denominándolo «Lugares de memoria y tradiciones vivas de los otomí-chichimecas de Tolimán: la Peña de Bernal, guardiana de un territorio sagrado». El nombramiento comprende todos los lugares sagrados de los indígenas otomíes-chichimecas; estos son representados por el semidesierto queretano, las capillas oratorio familiares, las festividades, las rutas de peregrinaje, la Peña de Bernal y la memoria indígena en sí.